# Clarence Acuña
Clarence Williams Acuña Donoso, (Rancagua, Chile, 8 de febrero de 1975) es un exfutbolista profesional.

## Trayectoria
Tras llegar a una escuela de fútbol en O'Higgins a los 8 años, subió al primer equipo con 16 años, y debutó en 1994, con 19 años. Tras sufrir el descenso en 1996, dejó el cuadro rancagüino por una lesión de tórax en 1997 para  fichar por la Universidad de Chile, donde fue figura en la contención, ganó dos  ligas, en 1999 y 2000, y la Copa Chile de 1998 y 2000. 
En 2001 su pase fue adquirido por el Newcastle United FC de Inglaterra. En 2004 fichó por Rosario Central de Argentina, pero una lesión lo mantuvo inactivo un año y medio, por lo que debió volver a Chile y fichar por Palestino. Tras una temporada en el equipo árabe se enrola en Unión Española el año 2006 para disputar la Copa Libertadores de América, en 2007 ficha como refuerzo para Deportes Concepción, en 2008, regresa a Unión Española, y termina jugando en deportes pichilemu unidos
En 2010 ficha en Deportes La Serena, donde se reencontró con veteranos de Francia 98 como Francisco Rojas y Manuel Neira, como jugadores, y con Cristián Castañeda, ahora ayudante técnico de Víctor Hugo Castañeda, que en la cita mundialista fue ayudante de campo de Nelson Acosta. Dadas las malas actuaciones, decide de forma personal desvincularse del club a mediados de junio, antes del receso mundialista. 
El 3 de septiembre de 2010 anuncia su retiro oficial del fútbol profesional, asumiendo como asesor deportivo del Club Deportivo O'Higgins.
En agosto de 2015 fue nombrado asesor deportivo del club Coquimbo Unido, cargo que ocupó hasta el 12 de marzo de 2016 debido a los malos resultados del equipo.
Desde julio de 2016 se desempeña, junto con Pedro Reyes, como asistente técnico de José Luis Sierra, entrenador del club saudí Al-Ittihad.
En noviembre de 2019 se integra al programa "Evolución Conmebol", el cual está destinado a la captación y desarrollo de nuevos talentos en Sudamérica.

## Selección nacional
Por la Selección ha jugado el Mundial de 1998 y las Copas América de 1995, 1997, 1999 y 2004. En total acumula 61 partidos. Debuta el 29/03/1995 frente a México.
En 1998 marcó un antes y un después en la historia de la Selección Chilena tras ser fundamental en el triunfo (2-0) ante Inglaterra en un amistoso disputado en Wembley. Clarence asistió magistralmente al Coto Sierra para que Marcelo Salas culminara la jugada iniciada por "Brad Pitt" en el primer tanto. Dicha asistencia fue catalogada por la FIFA como el "pase del siglo", postal que se puede apreciar en el Garden Museum de Londres.

### Partidos disputados con su selección
La siguiente tabla detalla los encuentros disputados y los goles marcados por Acuña en la selección chilena absoluta.
| 1     | 29 de marzo de 1995     | Los Ángeles         | México         | 1:2       | Chile             | Amistoso                           |   |
| 2     | 19 de abril de 1995     | Lima                | Perú           | 6:0       | Chile             | Amistoso                           |   |
| 3     | 22 de abril de 1995     | Temuco              | Chile          | 1:1       | Islandia          | Amistoso                           |   |
| 4     | 25 de mayo de 1995      | Edmonton            | Chile          | 2:1       | Irlanda del Norte | Copa Canadá                        |   |
| 5     | 27 de mayo de 1995      | Edmonton            | Canadá         | 1:2       | Chile             | Copa Canadá                        |   |
| 6     | 14 de julio de 1995     | Paysandú            | Bolivia        | 2:2       | Chile             | Copa América 1995                  |   |
| 7     | 11 de octubre de 1995   | Concepción          | Chile          | 2:0       | Canadá            | Amistoso                           |   |
| 8     | 4 de febrero de 1996    | Cochabamba          | Bolivia        | 1:1       | Chile             | Amistoso                           |   |
| 9     | 25 de agosto de 1996    | Liberia             | Costa Rica     | 1:1       | Chile             | Amistoso                           |   |
| 10    | 29 de abril de 1997     | Santiago            | Chile          | 6:0       | Venezuela         | Clasificatorias a Francia 1998     |   |
| 11    | 8 de junio de 1997      | Quito               | Ecuador        | 1:1       | Chile             | Clasificatorias a Francia 1998     |   |
| 12    | 11 de junio de 1997     | Cochabamba          | Paraguay       | 1:0       | Chile             | Copa América 1997                  |   |
| 13    | 14 de junio de 1997     | Cochabamba          | Argentina      | 2:0       | Chile             | Copa América 1997                  |   |
| 14    | 17 de junio de 1997     | Cochabamba          | Ecuador        | 2:1       | Chile             | Copa América 1997                  |   |
| 15    | 5 de julio de 1997      | Santiago            | Chile          | 4:1       | Colombia          | Clasificatorias a Francia 1998     |   |
| 16    | 20 de julio de 1997     | Santiago            | Chile          | 2:1       | Paraguay          | Clasificatorias a Francia 1998     |   |
| 17    | 20 de agosto de 1997    | Montevideo          | Uruguay        | 1:0       | Chile             | Clasificatorias a Francia 1998     |   |
| 18    | 12 de octubre de 1997   | Santiago            | Chile          | 4:0       | Perú              | Clasificatorias a Francia 1998     |   |
| 19    | 7 de noviembre de 1997  | Santiago            | Chile          | 4:1       | Guatemala         | Amistoso                           |   |
| 20    | 16 de noviembre de 1997 | Santiago            | Chile          | 3:0       | Bolivia           | Clasificatorias a Francia 1998     |   |
| 21    | 31 de enero de 1998     | Hong Kong           | Irán           | 1:1       | Chile             | Amistoso                           |   |
| 22    | 4 de febrero de 1998    | Auckland            | Nueva Zelanda  | 0:0       | Chile             | Amistoso                           |   |
| 23    | 7 de febrero de 1998    | Melbourne           | Australia      | 0:1       | Chile             | Amistoso                           |   |
| 24    | 11 de febrero de 1998   | Londres             | Inglaterra     | 0:2       | Chile             | Amistoso                           |   |
| 25    | 22 de abril de 1998     | Santiago            | Chile          | 2:2       | Colombia          | Amistoso                           |   |
| 26    | 29 de abril de 1998     | Santiago            | Chile          | 1:0       | Lituania          | Amistoso                           |   |
| 27    | 24 de mayo de 1998      | Santiago            | Chile          | 2:2       | Uruguay           | Amistoso                           |   |
| 28    | 4 de junio de 1998      | Aviñón              | Marruecos      | 1:1       | Chile             | Amistoso                           |   |
| 29    | 11 de junio de 1998     | Burdeos             | Italia         | 2:2       | Chile             | Copa Mundial de Fútbol de 1998     |   |
| 30    | 17 de junio de 1998     | Saint-Étienne       | Chile          | 1:1       | Austria           | Copa Mundial de Fútbol de 1998     |   |
| 31    | 23 de junio de 1998     | Nantes              | Chile          | 1:1       | Camerún           | Copa Mundial de Fútbol de 1998     |   |
| 32    | 27 de junio de 1998     | París               | Brasil         | 4:1       | Chile             | Copa Mundial de Fútbol de 1998     |   |
| 33    | 11 de febrero de 1999   | Ciudad de Guatemala | Guatemala      | 1:1       | Chile             | Amistoso                           |   |
| 34    | 21 de febrero de 1999   | Fort Lauderdale     | Estados Unidos | 2:1       | Chile             | Amistoso                           |   |
| 35    | 28 de abril de 1999     | Cochabamba          | Bolivia        | 1:1       | Chile             | Amistoso                           |   |
| 36    | 29 de mayo de 1999      | Concepción          | Chile          | 3:0       | Costa Rica        | Amistoso                           |   |
| 37    | 20 de junio de 1999     | Santiago            | Chile          | 1:0       | Bolivia           | Amistoso                           |   |
| 38    | 23 de junio de 1999     | Santiago            | Chile          | 0:0       | Ecuador           | Amistoso                           |   |
| 39    | 30 de junio de 1999     | Ciudad del Este     | Chile          | 0:1       | México            | Copa América 1999                  |   |
| 40    | 3 de julio de 1999      | Ciudad del Este     | Chile          | 3:0       | Venezuela         | Copa América 1999                  |   |
| 41    | 11 de julio de 1999     | Luque               | Colombia       | 2:3       | Chile             | Copa América 1999                  |   |
| 42    | 13 de julio de 1999     | Asunción            | Uruguay        | 1:1 5:3 p | Chile             | Copa América 1999                  |   |
| 43    | 17 de julio de 1999     | Asunción            | Chile          | 1:2       | México            | Copa América 1999                  |   |
| 44    | 29 de enero de 2000     | Coquimbo            | Chile          | 1:2       | Estados Unidos    | Amistoso                           |   |
| 45    | 2 de febrero de 2000    | San José            | Costa Rica     | 1:0       | Chile             | Amistoso                           |   |
| 46    | 5 de febrero de 2000    | Ciudad de Guatemala | Guatemala      | 2:1       | Chile             | Amistoso                           |   |
| 47    | 9 de febrero de 2000    | Valparaíso          | Chile          | 2:1       | Australia         | Amistoso                           |   |
| 48    | 12 de febrero de 2000   | Valparaíso          | Chile          | 3:2       | Bulgaria          | Amistoso                           |   |
| 49    | 15 de febrero de 2000   | Valparaíso          | Chile          | 0:2       | Eslovaquia        | Amistoso                           |   |
| 50    | 22 de marzo de 2000     | Santiago            | Chile          | 5:2       | Honduras          | Amistoso                           |   |
| 51    | 29 de marzo de 2000     | Buenos Aires        | Argentina      | 4:1       | Chile             | Clasificatorias a Corea-Japón 2002 |   |
| 52    | 26 de abril de 2000     | Santiago            | Chile          | 1:1       | Perú              | Clasificatorias a Corea-Japón 2002 |   |
| 53    | 1 de septiembre de 2001 | Santiago            | Chile          | 2:1       | Francia           | Amistoso                           |   |
| 54    | 4 de septiembre de 2001 | Santiago            | Chile          | 0:2       | Venezuela         | Clasificatorias a Corea-Japón 2002 |   |
| 55    | 17 de abril de 2002     | Kerkrade            | Turquía        | 2:0       | Chile             | Amistoso                           |   |
| 56    | 30 de marzo de 2003     | Santiago            | Chile          | 2:0       | Perú              | Amistoso                           |   |
| 57    | 2 de abril de 2003      | Lima                | Perú           | 3:0       | Chile             | Amistoso                           |   |
| 58    | 30 de abril de 2003     | Santiago            | Chile          | 1:0       | Costa Rica        | Amistoso                           |   |
| 59    | 8 de julio de 2004      | Arequipa            | Brasil         | 1:0       | Chile             | Copa América 2004                  |   |
| 60    | 11 de julio de 2004     | Arequipa            | Paraguay       | 1:1       | Chile             | Copa América 2004                  |   |
| 61    | 14 de julio de 2004     | Arequipa            | Chile          | 1:2       | Costa Rica        | Copa América 2004                  |   |
| Total | Total                   | Total               | Presencias     | 61        | Goles             | Goles                              | 3 |

### Participaciones en Copas del Mundo
| Mundial              | Sede    | Resultado        |
| -------------------- | ------- | ---------------- |
| Copa Mundial de 1998 | Francia | Octavos de final |

### Participaciones en Copa América
| Copa                | Sede                | Resultado           | Partidos |
| ------------------- | ------------------- | ------------------- | -------- |
| Copa América 1995   | Uruguay             | Primera fase        | 1        |
| Copa América 1997   | Bolivia             | Primera fase        | 3        |
| Copa América 1999   | Paraguay            | Cuarto lugar        | 5        |
| Copa América 2004   | Perú                | Primera fase        | 3        |
| Total de su carrera | Total de su carrera | Total de su carrera | 12       |

### Participaciones en Eliminatorias
| Eliminatorias                    | País                  | Resultado           | Posición            | Partidos |
| -------------------------------- | --------------------- | ------------------- | ------------------- | -------- |
| Eliminatorias Francia 1998       | Francia               | Clasificado         | 4.º                 | 7        |
| Eliminatorias Corea y Japón 2002 | Corea del Sur y Japón | Eliminado           | 10.º                | 3        |
| Eliminatorias Alemania 2006      | Alemania              | Eliminado           | 7.º                 | 0        |
| Total de su carrera              | Total de su carrera   | Total de su carrera | Total de su carrera | 10       |

## Clubes
| Club                 | País       | Año       |
| -------------------- | ---------- | --------- |
| O'Higgins            | Chile      | 1994-1996 |
| Universidad de Chile | Chile      | 1997-2000 |
| Newcastle United     | Inglaterra | 2000-2003 |
| Rosario Central      | Argentina  | 2004-2005 |
| Palestino            | Chile      | 2005      |
| Unión Española       | Chile      | 2006-2007 |
| Deportes Concepción  | Chile      | 2007      |
| Unión Española       | Chile      | 2008-2009 |
| Deportes La Serena   | Chile      | 2010      |

## Palmarés

### Campeonatos nacionales
| Título           | Club                 | País  | Año  |
| ---------------- | -------------------- | ----- | ---- |
| Copa Chile       | Universidad de Chile | Chile | 1998 |
| Primera División | Universidad de Chile | Chile | 1999 |
| Copa Chile       | Universidad de Chile | Chile | 2000 |
| Primera División | Universidad de Chile | Chile | 2000 |